# マイロン・J・ゴードン
マイロン・J・ゴードン（Myron J. Gordon、1920年10月15日 - 2010年7月5日）は、アメリカ合衆国の経済学者である。
トロント大学経営学部教授であり、専門は金融経済学である。

## 略歴
- 1941年　ウィスコンシン大学を卒業する（B.A.、経済学）。
- 第2次世界大戦でアメリカ陸軍に入り少尉となる。
- 1947年　ハーバード大学からM.A.（経済学）を得る。
- 1947年～1952年　カーネギーメロン大学の助教授となる。
- 1952年　ハーバード大学からPh.D.（経済学）を得る。
- 1952年～1962年　マサチューセッツ工科大学（MIT）の准教授となる。
- 1962年～1970年　ロチェスター大学の教授となる。
- 1970年～2005年　トロント大学の教授となる。
- 1975年～1976年　アメリカ・ファイナンス学会の会長を務める。
- 1993年　ロイヤル・ソサエティ・オブ・カナダのフェローとなる。
- 2005年　トロント大学の名誉教授となる。
- 2010年　ニュージャージー州サミットで死去（89歳）。

## 業績
- 「資本理論の基本的命題によれば、資産の価値は、それにより将来支払われる金額を適切な率で割引いた金額である。」（The Investment, Financing, and Valuation of the Corporation, 1962)
- ゴードン成長モデル（配当割当モデル）
- 資本コストと会社評価
- 公的効用規制
- 厚生資本主義の下での成長と保障
- 中国における経済発展

## 著作
- Accounting: A Management Approach, with T.M. Hill, 2nd edition, Homewood, Illinois: Richard D. Irwin, Inc., l959 (3rd 1964, 4th 1969).
- The Investment, Financing and Valuation of the Corporation, Homewood, Illinois: Richard D. Irwin, Inc., March l962.
- The Cost of Capital to a Public Utility, East Lansing, MI: Michigan State University, l974.
- Commercial Policy for Managerial and Professional Services, with F.R. Casas and D.J. Fowler, Department of Industry Trade and Commerce, l977.
- Accounting: A Management Approach, with Gordon Shillinglaw and Joshua Ronen, 6th edition, Homewood, Illinois: Richard D. Irwin, Inc., l979.
- Financial Considerations for Providing Incentives for Private Industry and Their Implications for Employment Level and Stability, with L.D. Booth, Department of Industry Trade and Commerce, July l98l.
- The Drug Industry: A Case Study in Foreign Control, with David J. Fowler, Toronto: James Lorimer and Co., l98l.
- The Taxation of Canadian Subsidiaries of Foreign Corporations, Occasional Paper No. 3, l984, Canadian Institute for Economic Policy, Toronto: James Lorimer.
- Finance Investment and Macroeconomics: The Neoclassical and a Post Keynesian Solution, London: Edward Elgar, 1994.